# Michel Huisman
 (avril 2020).
Si vous disposez d'ouvrages ou d'articles de référence ou si vous connaissez des sites web de qualité traitant du thème abordé ici, merci de compléter l'article en donnant les références utiles à sa vérifiabilité et en les liant à la section « Notes et références ».
 (avril 2020).
- Si vous ne connaissez pas le sujet, laissez ce bandeau (vous pouvez alors contacter les auteurs).
- Si vous supprimez le contenu mis en cause (vous pouvez préalablement contacter les auteurs),

argumentez précisément cette suppression dans la page de discussion
(un manque de référence n'est pas un argument ; une recherche réelle de référence doit avoir été effectuée, être formellement documentée).
 (octobre 2007).
Améliorez-le ou discutez des points à vérifier. 
Pour les articles homonymes, voir Huisman.
Ne doit pas être confondu avec Michiel Huisman.
Michel Huisman, né à Heerlen le 21 décembre 1944, est écrivain, metteur en scène, réalisateur et peintre[réf. nécessaire] belge. Il est le fils de la comédienne Jacqueline André et de Jacques Huisman, metteur en scène et fondateur du Théâtre national de Belgique. Il réalise des films de fiction, documentaires et des spots publicitaires. Il peint et expose en Europe, sous le pseudonyme de Valéry Lanou.

## Biographie
Il commence sa carrière professionnelle au cinéma comme électricien de plateau, monteur, régisseur et premier assistant. En 1970, il écrit et réalise Ras le bol, puis réalise en 1971, Sept sur sept, un court métrage sur Maurice Béjart.
Entre 1972 et 1979, il met en scène plusieurs pièces dans différents théâtres de Belgique tels La Bonne Âme du Se-Tchouan, Zigger-Zagger, Au bal des chiens, Les peintres en bâtiment n’ont pas de souvenir, etc.
Entre 1975 et 1995, il écrit et réalise plus de 300 films, dont des documentaires, des séries de télévision[réf. nécessaire].
En 1977, il fonde le Théâtre du Collectif. Il est le cofondateur, à Bruxelles en 1980, de la société de production LGP, avant de créer à nouveau en 1984, la société de production OUI à Paris. En 1996, il dirige Télé Bruxelles, la chaîne de télévision de Bruxelles. En 2000, il crée EAC-TV.
À partir de 2006, il collabore au mensuel Eurinfo dans la rubrique culturelle, et expose ensuite ses peintures en Belgique et en France. Il écrit L'Olympe, publié en 2007. En 2008, il écrit Intox, pièce contemporaine à trois personnages.

## Récompenses
Il reçoit en 1975 le Prix du scénario (Communauté française) pour L'Apprenti, écrit sous le pseudonyme Georgette van Boxmeer. En 1976, sa pièce Dolla Monna ou l'École des patrons est sélectionnée au Cloître des Carmes, dans le In du Festival d'Avignon. Il est primé à New York et à Venise pour Les Chemins de l'immunologie. Il est primé à Leipzig pour Bruxelles à murs ouverts.

## Filmographie
- 1971 : Ras le bol (réalisateur, scénariste)